# Cap Malheureux
Cap Malheureux est un village du district de Rivière du Rempart, au nord de l'île Maurice. Du village, on peut voir l'îlot du Coin de Mire, à quelques kilomètres au large.
Le nom du lieu est dû aux Français qui comprennent que le débarquement que font ici les Anglais en 1810 conduira bientôt au passage de toute l'île sous leur contrôle.
La chapelle Notre-Dame Auxiliatrice de Cap Malheureux est due à l'initiative du curé de Grand Gaube, paroisse voisine, l'abbé Albert Glorieux, missionnaire belge. Elle est dessinée par Max Boullé, puis construite par Raoul Lolliot. Elle a été consacrée le 7 août 1938 par Mgr Richard Lee, vicaire général.

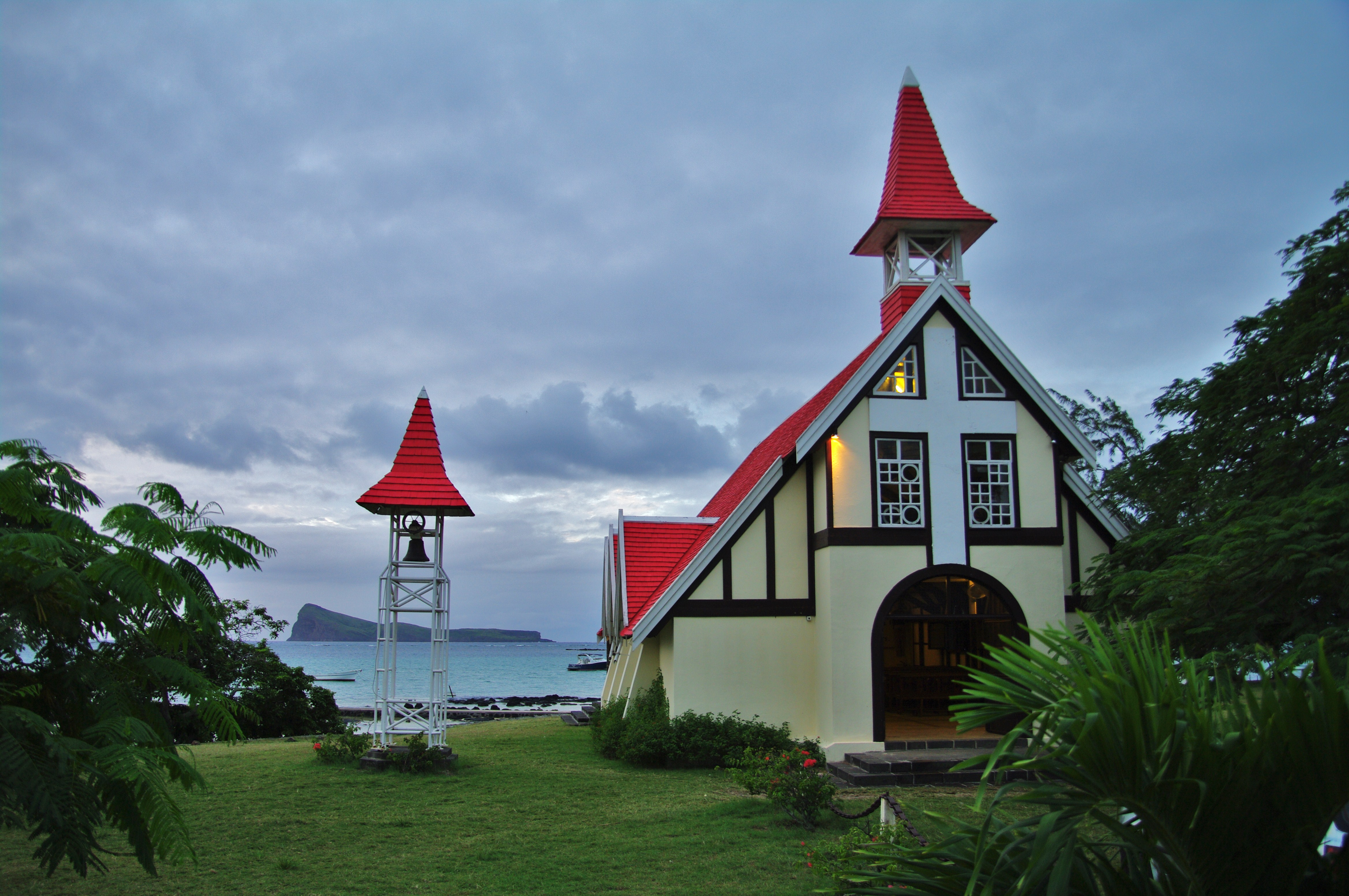
Chapelle Notre-Dame Auxiliatrice
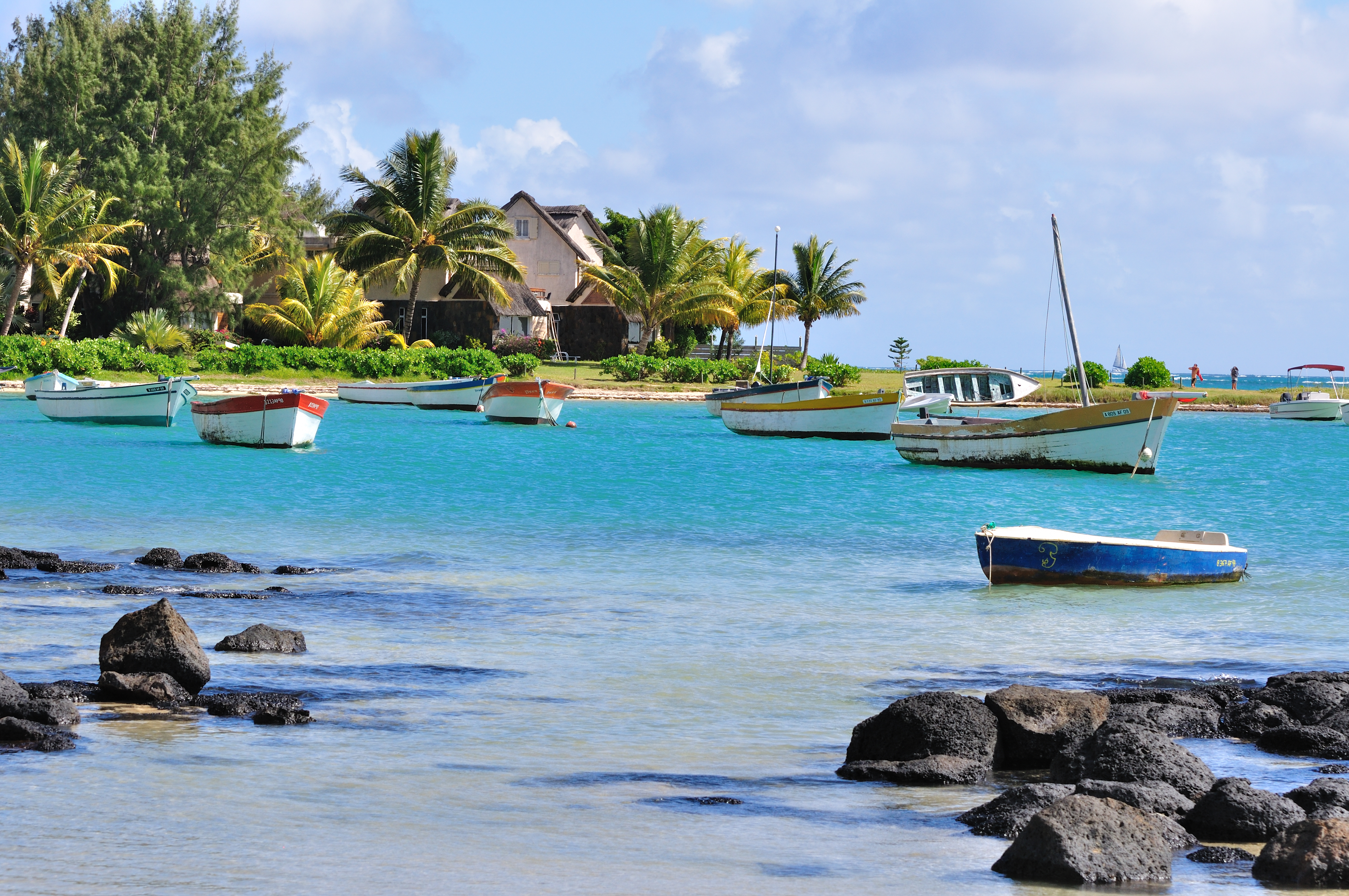
Une des plages publiques de Cap Malheureux